# بدر بورسلي
بدر بورسلي (1943-) هو شاعر وكاتب وإعلامي كويتي.

## نشأته وحياته
الشاعر بـدر بن ناصـر بن أحمـد بورسـلي ولد بمنطقة شرق وسط عائلة متذوقة للشعر وبها كثير من الشعراء أبرزهم خاله الشاعر الشهير فهد بورسلي، تنقل في طفولته ما بين المرقاب والقبلة والشامية والروضة وأخيراً مشرف، ويعترف بورسلى الذي عاش بين حي المرقاب وحي القبلة، إحدى احياء الكويت الشهيرة بأن أفراد أسرته الذين لم يكونوا ليتوقعوا أن تتفجر موهبته الشعرية بهذا الشكل اللافت للانتباه، حينها اشتهر من خلال الشعر الغنائي ومن أشهر أغانيه الأغنية الوطنية وطن النهار.

## تعليمه ومنصبه
حصل على شهادته الجامعية في الإخراج التلفزيوني من الولايات المتحدة الأميركية، عمل في تلفزيون الكويت لأكثر من 20 عاماً، ثم انتقل للعمل في (شبكة أوربت) بمنصب مدير إقليمي إلى جانب تقديمه للبرامج التلفزيونية.

## البيوغرافيا
استطاع بدر بورسلي أن يحتل موقعا بارزا على خريطة الأغنية الكويتية والخليجية، في مرحلة مبكرة من الستينات وقد اقترنت قصائده بعدد مرموق من نجوم الأغنية الكويتية والخليجية على حد سواء ومنهم على سبيل المثال لا الحصر كل من عبد الكريم عبد القادر وغريد الشاطئ ومحمد عبده ومصطفى أحمد وعبد الله الرويشد ونبيل شعيل ونوال وغيرهم، وهو يؤكد دائماً، بأنه لو لم يكتب أي شيء سوى ـ وطن النهار ـ لكان ذلك يكفيه، وهي الأغنية التي شدى بها الفنان الكويتي عبد الكريم عبد القادر فور تحرير الكويت لترددها الكويت من بعده، وتطرز في ذاكرة ووجدان الأجيال، وقد استطاع بدر بورسلي، الذي ينتمي إلى عائلة عريقة، قدمت للكويت الكثير من الشعراء الكبار، ومنهم الراحل فهد بورسلي، نقول استطاع بدر أن يشرق في سماء الأغنية، وقد اقترن حضوره مع الكبار المؤسسين في الفن الخليجي، واليوم حينما تذكر الأغنية الكويتية والخليجية، يذكر بدر ـ كترسانة ـ للمفردة الشذية، فأصبحت المفردة الكويتية الشعبية سهلة عند المتذوق العربي.

## سيرته
قدم مجموعة من التجارب الشعرية في الستينات ومع عدد من الكبار اعتبارا من الفنان سعود الراشد إلى نجوم جيل تلك المرحلة حتى جاءت تجربته في مطلع السبعينات حينما دفع بقصيدته ـ غريب ـ إلى الملحن الدكتور عبد الرب إدريس ليضع بها كل احاسيسه الجياشة ويقدمها إلى الفنان عبد الكريم عبد القادر الذي بدوره وجد ضالته المنشودة لتدفع تلك الأغنية باسم بدر بورسلى إلى فضاءات ابعد. ولم ينحصر دور بورسلي عن الكلمة العاطفية، بل كان حبه العميق لوطنه يشفع له بأن يترك بصمته في احتلال الكويت في 1991 حين قدم قصيدته الشهيرة «وطن النهار» مع عبد الكريم عبد القادر واستمر في التعاون مع عبد الكريم لعامين متتاليين حيث قدما أيضا «حبيبي الوطن». وفي الستينات احتك مع الكبار من الشعراء والملحنين امثال الشاعر أحمد العدواني والملحنين أحمد باقر وسعود الراشد وعبد الرحمن البعيجان. وفي السبعينات راح يحلق مع عبد الكريم وغريد وعبده وطلال، ومن الملحنين تعاون أكثر من مرة مع كل من عبد الرب ادريس ويوسف المهنا، كل تلك الانجازت تشكلت مع الراحل راشد الخضر الذي عرف بغزارة إنتاجه. واليوم بعد هذا المشوار الطويل، كلما ذكر اسم عبد الكريم عبد القادر أو غريد الشاطئ أو محمد عبده أو عبد الرب ادريس أو يوسف المهنا أو غيرهم من المبدعين الكبار، كان لا بد من التوقف أمام اسم الشاعر بدر بورسلي.

## أشهر قصائده الغنائية
- وطن النهار - عبد الكريم عبد القادر
- مسموح - غريد الشاطئ
- اسألك - عبد الله الرويشد[2]
- استحملك - عبد الله الرويشد
- اسمع - عبد الله الرويشد
- اعتب عليه - عبد الله الرويشد
- اقول اقول - عبد الله الرويشد
- الجرح الأخير - عبد الله الرويشد
- المسألة - عبد الله الرويشد
- عذرك معاك - عبد الله الرويشد
- مسحور - عبد الله الرويشد
- نقطة التغيير - عبد الله الرويشد
- نهر حبك - عبد الله الرويشد
- ولهان - عبد الله الرويشد
- يلي جمالك - عبد الله الرويشد
- محتاج لها - محمد عبده
- كلك نظر - محمد عبده
- الله ياخوفي - نبيل شعيل
- من شكالي حاله - نبيل شعيل
- مسرحية - طلال مداح
- اعترف لك - عبد الكريم عبد القادر
- العمر الجديد - عبد الكريم عبد القادر
- باختصار - عبد الكريم عبد القادر
- تأخرتي - عبد الكريم عبد القادر
- تجمل - عبد الكريم عبد القادر
- غريب - عبد الكريم عبد القادر
- ما اصعبك - عبد الكريم عبد القادر
- مرني - عبد الكريم عبد القادر
- هذا انا - عبد الكريم عبد القادر
- هقاوي - عبد الكريم عبد القادر
- ياطول الليل - عبد الكريم عبد القادر
- ولهان - مصطفى احمد
- تصدد - فهد الكبيسي
- حالة حنان - نوال الكويتية
- من عيني ذي - نوال الكويتية